# Suối Diên
Suối Diên là một con suối đổ ra Sông Sỏi. Suối có chiều dài 18 km và diện tích lưu vực là 57 km². Suối Diên chảy qua các tỉnh Bắc Giang, Thái Nguyên.